# اشرف بزنانی

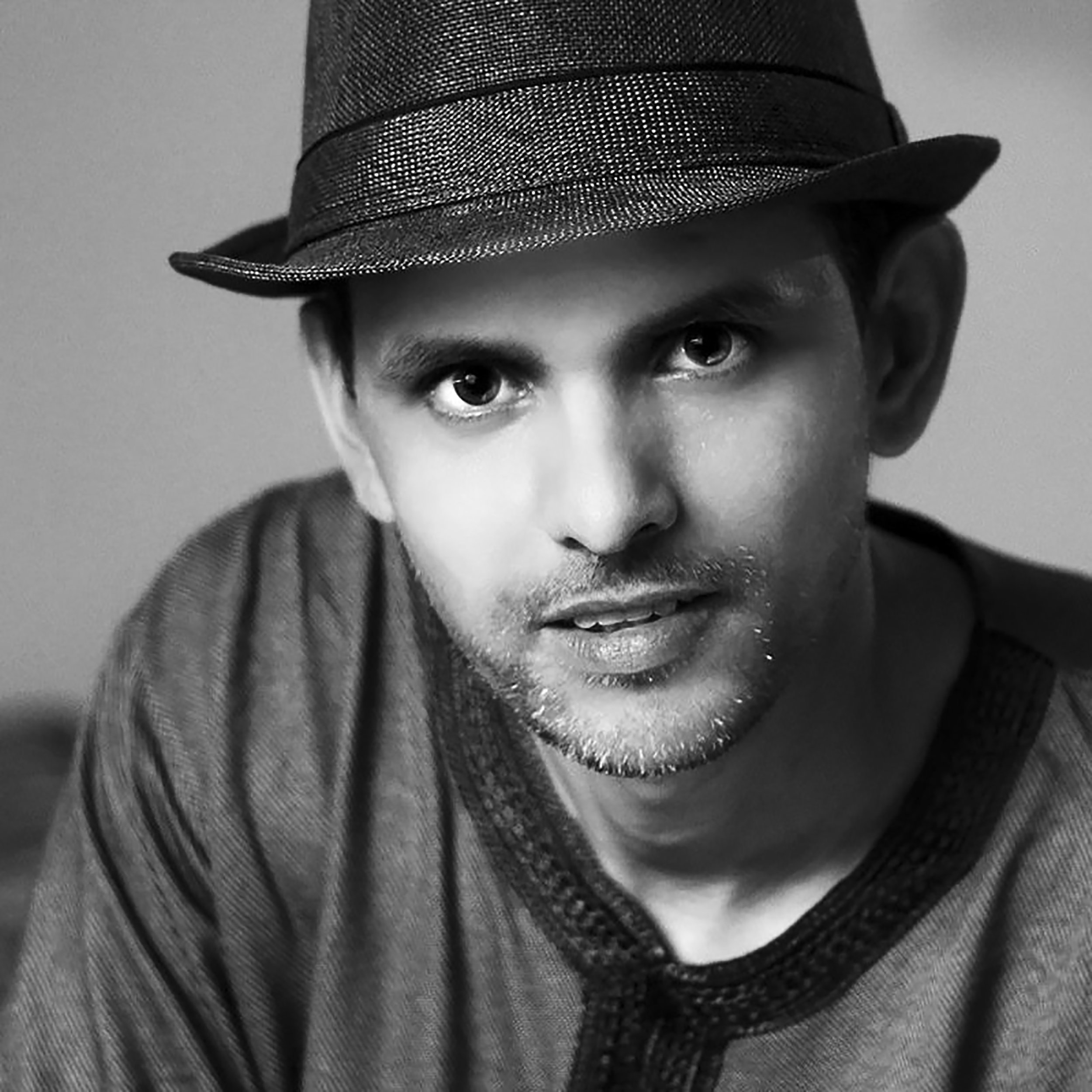
اشرف بزنانى

اشرف بزنانی یک هنرمند مراکشی، فیلم ساز و عکاس است. او در مراکش متولد شد.

## زندگی‌نامه
بزنانی عکاسی را اتفاقی شروع کرد. او در نوجوانی یک دوربین کوداک اکترا ۲۵۰ کادوی تولد گرفت.
بزنانی خودآموز بود و هرگز دوره‌های عکس برداری ندیده بود. او چندین فیلم کوتاه و مستند ساخت. از جمله «راه» در سال ۲۰۰۶ میلادی و «از یاد رفته» در سال ۲۰۰۷.
«مهاجر» ساخته سال ۲۰۰۷ او چندین جایزه ملی و بین‌المللی دریافت کرد.
بزنانی بیشتر برای انتشار اولین کتاب تصاویر سورئال در جهان عرب مشهور است. هر دو کتاب «از دید من» و «در رویاهای من»، سورئال هستند.
شیوه بزنانی قرار دادن خودش درعکس‌هایی با موضوعات روزمره، منظره یا حالت‌های متحیرکننده است.
آثار او در مجله‌های مختلف از سراسر جهان مانند: PicsArt، Mambo، Photo+، Amateur Photographer، Fotografe Melhor، Photo Digital مطرح شدند.

در طی سال ۲۰۱۴ میلادی، بزنانی اثر «۵۲ پروژه» را به اتمام رساند. او یک سال تمام، به عنوان یک تکلیف شخصی هرهفته عکسی گرفت.

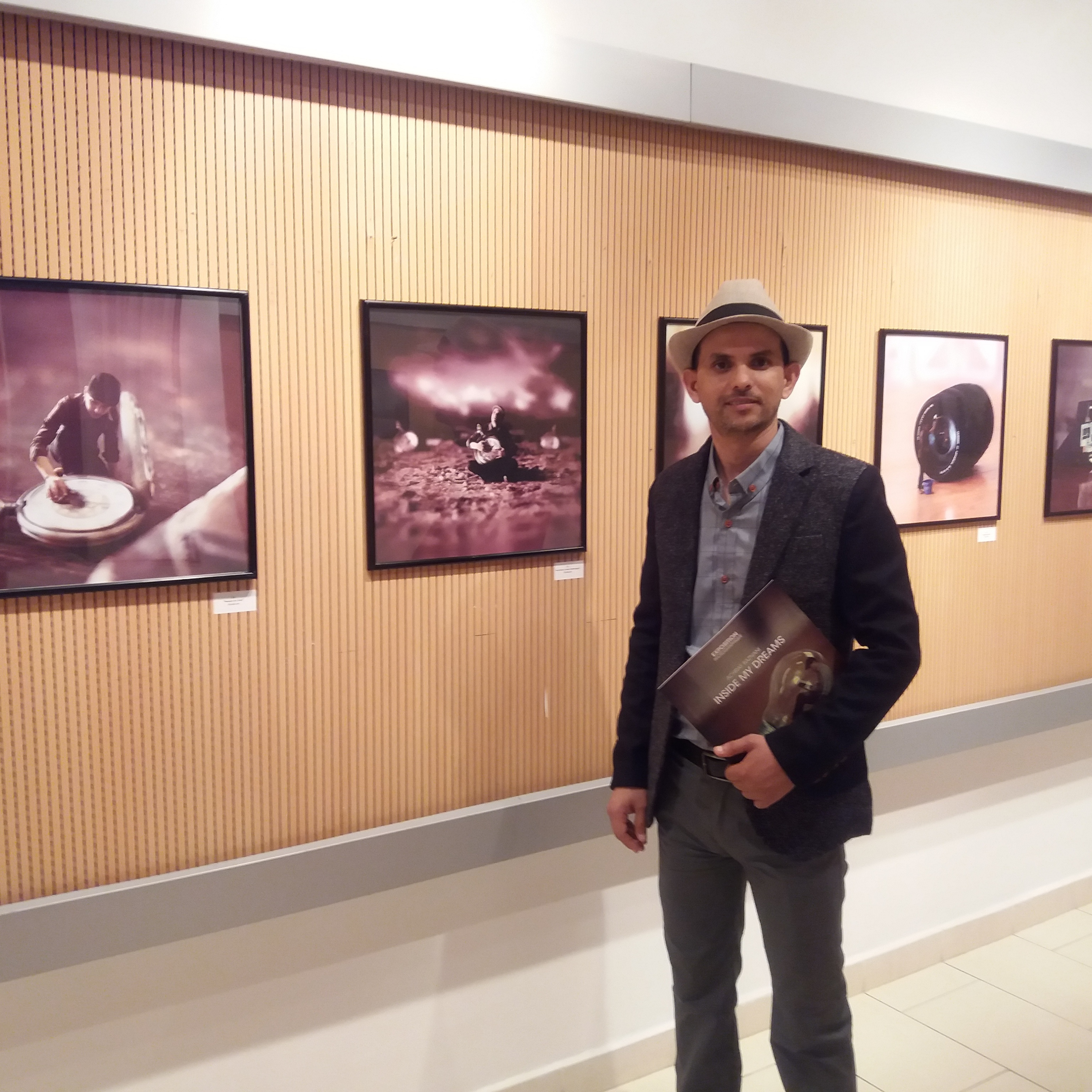
اشرف بزنانی

## نمایشگاه‌های
- PH21 Gallery 2015 بوداپست، مجارستان، Colour brust
- Park Art Fair International 2015 تریبرگ، آلمان
- Gallery Globe ادیسون، تگزاس،: ایالات متحده آمریکا ۲۰۱۵
- Digital Private Exhibition Louvre Museum پاریس، فرانسه ۲۰۱۵
- My Small World، Solo Exhibition مراکش،: مراکش ۲۰۱۵
- International Surrealism Now کویمبرا، پرتغال ۲۰۱۶
- Park Art Fair International 2016 تریبرگ، آلمان ۲۰۱۶
- Männer گرفلفینگ،: آلمان ۲۰۱۶
- Inside my Dreams، Solo Exhibition ربات، مراکش ۲۰۱۶